# Salling
Salling é uma península localizada na maior península da Jutlândia, Dinamarca. A maior cidade de Salling é Skive.